# Pays-Bas aux Jeux mondiaux de 2017
Cet article contient des informations sur la participation et les résultats des Pays-Bas aux Jeux mondiaux de 2017 à Wrocław en Pologne.

## Médailles

### Or
| Sport                                 | Discipline             | Sportifs |
| Médailles d'or : 2 (+1 démonstration) |                        | |
| Ju-jitsu                              | Hommes - Combat -69 kg | Boy Vogelzang |
| Korfbal                               | Tournoi                | Pays-Bas- Nadhie den Dunnen (nl) - Esther Cordus (nl) - Marjolijn Kroon (nl) - Maaike Steenbergen - Jet Hendriks (nl) - Celeste Split (nl) - Suzanne Struik (nl) - Olav van Wijngaarden (nl) - Erwin Zwart (nl) - Harjan Visscher (nl) - Mick Snel (nl) - Richard Kunst (nl) - Laurens Leeuwenhoek (nl) - Nick Pikaar (nl) |
| Kick-boxing (dem.)                    | Femmes 65kg            | Sarel de Jong (en) |
|                                       |                        | |

### Argent
| Sport                  | Discipline    | Sportifs |
| Médailles d'argent : 2 |               | |
| Ju-jitsu               | Duo Hommes    | Ruben Assmann Marnix Bunnik |
| Tir à la corde         | Hommes 700 kg | Pays-Bas- Johannes Bartels - Gerrit Bijenhof - Robin Boerstoel - Stefan Groot Nuelend - Gerolph Hoff - Jeroen Nieuwenhuis - Gerbert Schutte - Gerrit Te Luggenhorst - Gerrit Uilenreef - Dirk Van De Berg - Jelle Van Der Velde - Vincent Wagenmans |
|                        |               | |

### Bronze
| Sport                   | Discipline                      | Sportifs                    |
| Médailles de bronze : 2 |                                 |                             |
| Ju-jitsu                | Femmes - Combat -70 kg          | Aafke van Leeuwen           |
| Trampoline              | Femmes - Trampoline synchronisé | Tara Fokke Carlijn Blekkink |